# Дигидроортофосфат олова(II)
Дигидроортофосфа́т о́лова(II) — неорганическое соединение,
кислая соль олова и ортофосфорной кислоты
с формулой Sn(H2PO4)2,
бесцветные кристаллы,
растворяется в воде.

## Физические свойства
Дигидроортофосфат олова(II) образует бесцветные кристаллы моноклинной сингонии, пространственная группа P 3 21/c, параметры ячейки a = 0,4586 нм, b = 1,3618 нм, c = 0,5818 нм, β = 99,61°, Z = 4.
Растворяется в воде.